# Polyrhachis fervens
Polyrhachis fervens är en myrart som beskrevs av Smith 1860. Polyrhachis fervens ingår i släktet Polyrhachis och familjen myror. Inga underarter finns listade i Catalogue of Life.